# Peipsiääre

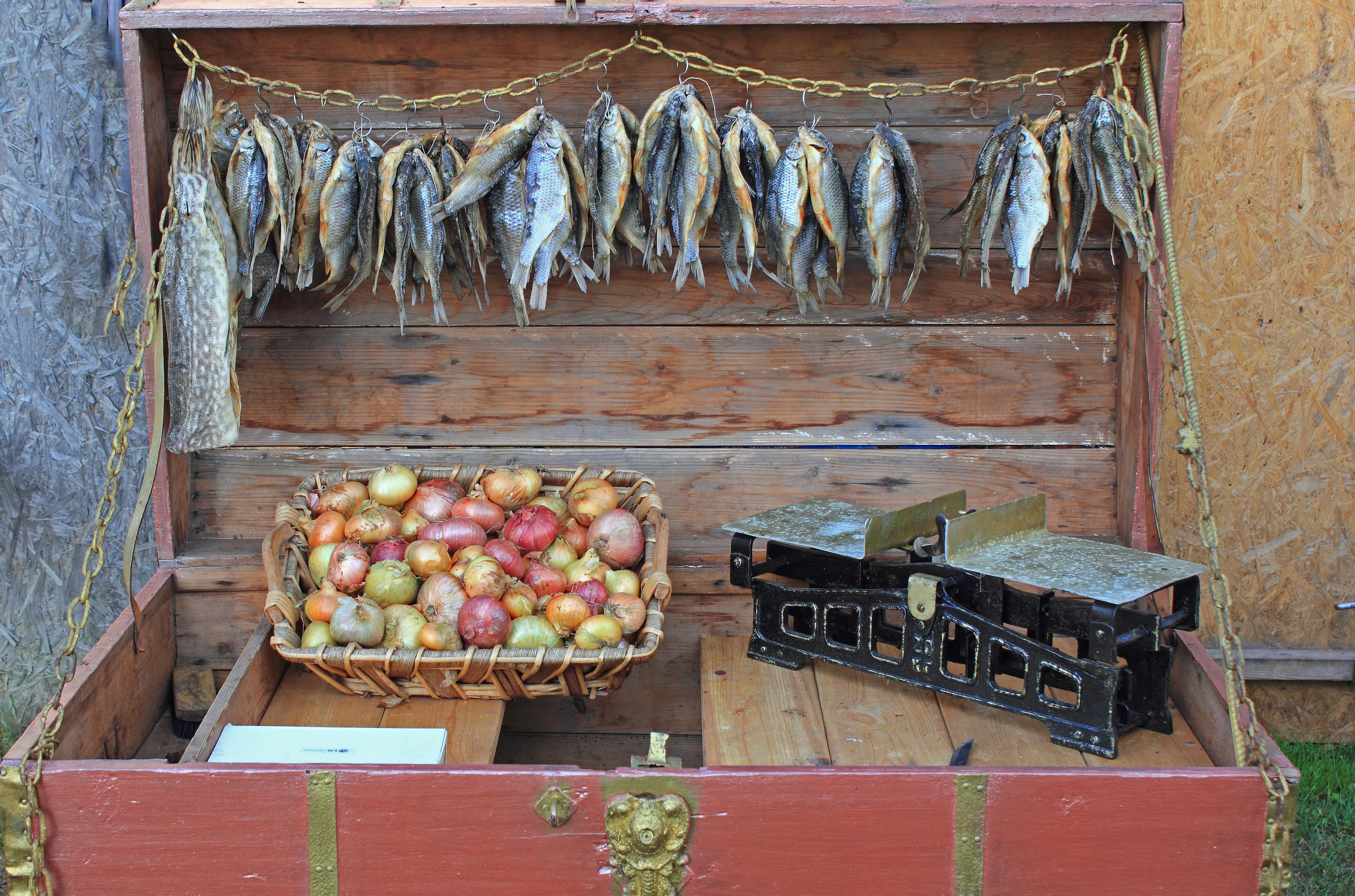
Kraampje in Kolkja met uien en vis, belangrijke middelen van bestaan in Peipsiääre

Peipsiääre (Estisch: Peipsiääre vald) is een gemeente in de Estische provincie Tartumaa. De gemeente telde 5.059 inwoners op 1 januari 2023 en heeft een oppervlakte van 652,16 vierkante kilometer. Ze ligt op de oever van het Peipusmeer, wat ook in de naam besloten ligt. De hoofdplaats is Alatskivi.
In oktober 2017 zijn de landgemeenten Alatskivi, Pala en Vara en de stadsgemeente Kallaste bij Peipsiääre gevoegd. De oppervlakte van de gemeente steeg daardoor van 31 naar 652 km². Pala verhuisde daarbij van de provincie Jõgevamaa naar de provincie Tartumaa. Het bestuurscentrum werd verlegd van Kolkja naar Alatskivi.
In de gemeente wonen veel Russische oudgelovigen, nazaten van vluchtelingen die zich in de 18de eeuw op de westoever van het Peipusmeer vestigden. Visvangst en uienteelt zijn in Peipsiääre belangrijke middelen van bestaan.

## Plaatsen
De gemeente telt:
- één plaats met de status van stad (Estisch: linn): Kallaste;
- vier grotere nederzettingen met de status van vlek (Estisch: alevik): Alatskivi, Kasepää, Kolkja en Varnja;
- 84 dorpen (Estisch: küla): Alajõe, Alasoo, Assikvere, Äteniidi, Ätte, Haapsipea, Haavakivi, Kadrina, Kargaja, Kauda, Keressaare, Kesklahe, Kirtsi, Kodavere, Kõdesi, Kokanurga, Kokora, Koosa, Koosalaane, Kuningvere, Kusma, Kuusiku, Lahe, Lahepera, Linaleo, Lümati, Matjama, Meoma, Metsakivi, Metsanurga, Moku, Mustametsa, Naelavere, Nina, Nõva, Orgemäe, Padakõrve, Päiksi, Pala, Papiaru, Passi, Peatskivi, Perametsa, Piibumäe, Piirivarbe, Pilpaküla, Põdra, Põldmaa, Põrgu, Praaga, Punikvere, Pusi, Raatvere, Ranna, Rehemetsa, Riidma, Ronisoo, Rootsiküla, Rupsi, Sääritsa, Saburi, Särgla, Sassukvere, Savastvere, Savimetsa, Savka, Selgise, Sipelga, Sookalduse, Sõõru, Sudemäe, Tagumaa, Tähemaa, Tedreküla, Torila, Toruküla, Tõruvere, Undi, Välgi, Väljaküla, Vanaussaia, Vara, Vea en Virtsu.

## Geboren in Peipsiääre
- Jakob Liiv (1859-1938) in Alatskivi.
- Juhan Liiv (1864-1913) in Alatskivi. In Rupsi is een Liivmuseum.
- Eduard Tubin (1905-1982) in Torila. In het Kasteel Alatskivi bevindt zich een Tubinmuseum.

Stadsgemeente: Tartu

Landgemeenten: Elva · Kambja · Kastre · Luunja · Nõo · Peipsiääre · Tartu vald